# Teòfil el Just

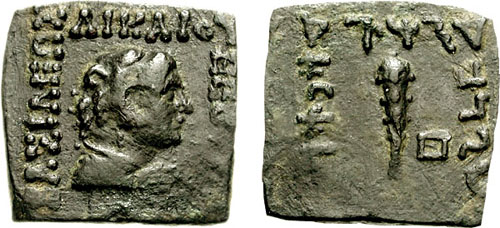
Bust d'Hèrcules amb cornucòpia al revers.

Teòfil el Just (grec antic: Θεόφιλος Δίκαιος) fou un rei indogrec que va governar durant un temps als Paropamísades. Es creu que era parent de Zoilos I. És possible que algunes de les monedes de Teòfil siguin en realitat d'un altre rei del mateix nom i per la mateixa època a Bactriana. Osmund Bopearachchi el data vers 90 aC i R.C. Senior, en canvi, el situa vers 130 aC; els dos coincideixen en situar el seu regnat adjacent al de Nícies.

## Monedes
Igual que Zoilos I, Teòfil va encunyar monedes amb Hèrcules, un símbol de la casa dels eutidèmides, i va emprar el seu epítet Dikaios/Dhramikasa, o sigui "el Just/Seguidor de Dharma". Molts dels seus monogrames són idèntics als del rei Nícies. Les monedes de bronze tenen inscripcions i motius similars.

## Teòfil de Bactriana?
Hi ha unes monedes completament diferents, molt rares, que són àtics trobats a Bactriana; al revers tenen Atena amb Nice. El rei porta el títol d'Autokrator i té un monograma separat; encara que això trenca amb les monedes indogregues, aquestes monedes bactrianes han estat acceptades com del mateix rei Teòfil dels Paropamísades i, per tant, només es considera un únic rei. Osmund Bopearachchi ha donar suport a aquesta teoria en assenyalar la similitud entre les cares dels dos reis i l'idèntic tractament de la diadema (un extrem recte i un altre torçat). En canvi, Jakobsson argumenta que les monedes emeses pels reis indogrecs per ser exportades a Bactriana eren de factura força diferent i totes similars entre elles agafant el sistema indi d'encunyament; en canvi, les monedes del Teòfil Autòcrata (Theophilos Autokrator) no eren del tipus de monedes per exportar i semblaven ser pròpies de Bactriana i suggereix que Teòfil hauria estat un príncep grec de Bactriana que per un temps limitat s'hauria mantingut independent en alguna part de Bactriana després de la conquesta del territori pels nòmades vers 120 aC.